# Khàlid Xeikh Mohàmmed
Khàlid Xeikh Mohàmmed (àrab: خالد شيخ محمد, Ḫālid Xayẖ Muḥammad) (Balutxistan Oriental, 1 de març de 1964), també conegut per almenys cinquanta àlies, és un pakistanès presoner en custòdia dels Estats Units per suposats actes de terrorisme, inclòs l'assassinat massiu de civils. Va ser acusat l'11 de febrer del 2008 per crims de guerra i assassinat per una comissió militar nord-americana i s'enfronta a la pena de mort en cas de ser condemnat.

## Biografia
Khàlid Xeikh Mohàmmed es va graduar com a enginyer mecànic de la North Carolina A & T State University en 1986.
Era membre de l'organització Al-Qaida d'Ossama bin Laden; tot i que va viure a Kuwait i no al Pakistan, dirigí les operacions de propaganda d'Al-Qaida des d'algun moment al voltant a 1999. Segons l'informe de la Comissió de l'11-S, va ser "el principal arquitecte dels atacs de l'11 de setembre". És també acusat d'haver tingut, o haver confessat tenir, un paper en molts dels complots terroristes més significatius dels últims vint anys, incloent-hi les bombes de 1993 al World Trade Center, l'Operació Bojinka, un atac avortat de 2002 sobre l'US Bank Tower a Los Angeles, els atemptats a Bali, els atacs fallits del vol 63 d'American Airlines, el complot del Mil·lenni i l'assassinat de Daniel Pearl al Pakistan.
Khàlid Xeikh Mohàmmed va ser capturat a Rāwalpindi (Pakistan) l'1 de març de 2003 per l'Agència Central d'Intel·ligència i l'Inter-Services Intelligence, possiblement en una acció conjunta amb agents del Servei de Seguretat Diplomàtica (DSS) dels Estats Units, i ha estat en custòdia estatunidenca des de llavors.
Al setembre de 2006, el govern nord-americà va anunciar que havia traslladat Mohàmmed des d'una presó secreta al Centre de detenció de Guantánamo.
 Hi ha hagut acusacions per part de Human Rights Watch i del mateix Khàlid Xeikh Mohàmmed d'haver estat torturat estant en custòdia. El 4 de febrer de 2008, es va revelar que havia estat subjecte a la tècnica controvertida de l'ofegament simulat, també anomenada "submarí". El 2002, els agents de la CIA van aplicar la tècnica del waterboarding -asfíxia simulada- fins a 183 vegades a Khàlid Xeikh Mohàmmed, i el van mantenir despert durant 180 hores, etc.
El març de 2007, després de quatre anys en captivitat, incloent sis mesos de detenció a la badia de Guantanamo, Khàlid Xeikh Mohmmed -com es va sostenir en una audiència del Tribunal de revisió de l'estatus de combatent a la badia de Guantánamo - va confessar haver estat el cervell darrere dels atemptats de l'11 de setembre de 2001, l'intent de fer esclatar un avió sobre l'oceà Atlàntic per mitjà d'una bomba camuflada en les sabates del terrorista Richard Reid, els atemptats de 2002 a Bali (Indonèsia), els atacs de 1993 del World Trade Center i diversos atacs fallits.
Amb l'objecte de romandre entenimentat, després dels interrogatoris extrem a què va ser sotmès, la CIA va permetre a Mohàmmed de desenvolupar un model d'aspiradora.